# 异构化反应
异构化反应也称异构化，指某种化学物质在特定条件下改变自身的组成结构，从而成为新物质的反应。产物通常是反应物的异构体。许多异构体的键能相差不大，因此在常温下可相互转化。

## 例子
- 白磷在高温下变为红磷，红磷在高温下又可重新变为白磷。
- 戊烷在金属铂的催化下，可转化为2-甲基丁烷和2,2-二甲基丙烷。
- 逆转醇的反式异构体暴露在紫外线下，可转化为顺式异构体。